# Розенфельд, Абрам Давидович
Абрам Давидович Розенфельд (1872, Аккерман, Бессарабская область — 1936, Харьков) — русский и советский учёный в области фармацевтики и фармакологии, организатор фармацевтической промышленности на Украине. Доктор фармацевтических наук, профессор (1921).

## Биография
Родился в Аккермане в семье купца Давида Шаевича Розенфельда. Окончил Аккерманскую прогимназию. Работал в аптеке, в 1893 году при Императорском Харьковском университете выдержал экзамен на аптекарского помощника, а после окончания этого университета в 1899 году получил звание провизора. В 1901—1904 годах заведовал химическим отделением лечебно-аналитической лаборатории С. Л. Эрлиха. В 1902 году в Императорском Московском университете сдал экзамен на звание магистра фармации. В 1903 году окончил курс бактериологии в харьковском Бактериологическом институте.
В 1905—1907 годах работал в фармакологической лаборатории Н. П. Кравкова в Военно-медицинской академии в Санкт-Петербурге. 15 апреля там же защитил диссертацию магистра фармации по теме «Об оксидазе из корня Raphanus sativus L. и о влиянии на неё алкалоидов». В 1907—1913 годах заведовал химико-аналитической лабораторией аптеки Щавинского в Харькове. В 1913 году организовал при Харьковском фармацевтическом обществе Химико-фармацевтический и бактериологический институт, до 1920 года был его первым директором. Одновременно в 1914—1921 годах был ассистентом кафедры фармации и фармакогнозии Харьковского женского медицинского института. Ввёл в учебную программу курс синтетической химии. В 1915 году организовал и стал заведующим лабораторией фармацевтических препаратов в Харькове.
В 1920 году по инициативе А. Д. Розенфельда был создан первый на Украине научный центр фармации — Экспериментальный фармацевтический институт Наркомздрава (позже Государственный научный центр лекарственных средств), в 1920—1932 годах был его первым директором. 10 сентября 1921 года под руководством А. Д. Розенфельда и группы профессоров под эгидой харьковского фармацевтического общества специальным постановлением Народного Комиссариата управления профессиональным образованием (Наркомпроса) УССР был организован первый в республике Государственный химико-фармацевтичекьский институт. С основания этого института был назначен профессором и деканом (1922—1923), в 1921—1924 годах заведовал лабораторией по изготовлению химико-фармацевтических препаратов, руководил первым курсом огранической химии (1921—1922), в 1924—1935 годах — заведующий кафедрой галеновой фармации, с 1935 года — заведующий объединённой кафедрой приготовления химико-фармацевтических и галеновых препаратов Харьковского фармацевтического института. В 1924—1926 годах был постоянным членом совета профессоров и методологической комиссии этого вуза.
В 1924—1927 годах был консультантом фабрики «Здоровье трудящимся», в 1924—1928 годах — консультантом Укрмедторга, в 1934—1936 годах — консультантом химико-фармацевтического завода «Червона зірка». В 1928—1933 годах был одним из руководителей нескольких комиссий по организации фармацевтической промышленности в УССР, с 1921 года — член фармацевтической комиссии Народного комиссариата здравоохранения Украинской ССР.
Член редколлегии и редактор научного отдела «Фармацевтического журнала» (1928—1936). Почётный член Московской и Харьковской научных фармацевтических ассоциаций. Был заместителем председателя комиссии по изданию всесоюзной фармакопеи (1936).
А. С. Розенфельд — автор ряда научных трудов по фармакологии, фармацевтике и фармацевтической химии, в том числе: «Индикаторы и их взаимодействие с некоторыми алкалоидами» (1899); «Рубресцин — новый индикатор при алкалиметрии и ацидиметрии» (1902), «О влиянии энзимов на состав и постоянство настойки цветов ландыша» (1921), «О составе украинской масла мяты», «О русском фитине» (1924), «К вопросу о химиотерапии спирохетозов», «Препарат ванадия-гексаметилентетрамин» (1925). Изученная Розенфельдом реакция с реактивом Неслера вошла во второе издание Государственной фармакопеи СССР для производства хлороформа. Занимался исследованиями Peganum Harmala L. и спорыньи (Secale cornutum) и их препаратов. Выделил новые алкалоиды из гармалы и описал их фармакологические свойства (1936).

## Публикации

### Отдельные издания
- Индикаторы и их отношение к некоторым алкалоидам И. Эрлиха и А. Розенфельда. Из фармако-химической лаборатории приват-доцента, магистра фармации Л. Г. Спасского. М.: Типо-литографической товарищество И. Н. Кушнарёв и К, 1899.
- Об оксидазе из корня Raphanus sativus L. и о влиянии на неё алкалоидов. Диссертация на степень магистра фармации А. Д Розенфельда. Из лаборатории профессора Н. П. Кравкова. СПб: Типография штаба отдельного корпуса жандармерии, 1906.
- О значении синтетической химии для фармации. Доклад магистрафармации А. Д. Розенфельда в Харьковском фармацевтическом обществе. М.: Типография товарищества И. Н. Кушнарёв и К, 1916.
- А. Д. Розенфельд, С. М. Болотников. О применении аналитической ртутно-кварцевой лампы при фармацевтических исследованиях. Из Экспериментального фармацевтического института Наркомздрава Украины. Директор А. Д. Розенфельд. Харьков, 1921.

### Научные статьи
- Оксидаза в кристаллическом виде из корня редьки. Труды общества русских врачей в Санкт-Петербурге, 1906 т. 73 с. 375—380.
- О применении аналитической ртутно-кварцевой лампы при фармацевтических исследованиях // Фармацевтический журнал — 1928. — № 1—2.
- Новый объёмный способ определения уксусно-алюминиевой соли в жидкости Бурова // Фармацевтический журнал — 1928. — № 6.
- Нове про гармін та добування його з кореня Peganum Harmala L. // Фармацевтический журнал — 1930. — № 4.
- До питання про настої кореня проскурняка (Infusum Althaeae) // Фармацевтический журнал — 1932. — № 7.
- До методики біологічного дослідження ріжків (Secale cornutum) і їх препаратів // Фармацевтический журнал — 1933. — № 4.
- Хімічна оцінка ріжків (Secale cornutum) і їх препаратів // Фармацевтический журнал — 1933. — № 4.